# Delporte (cráter)

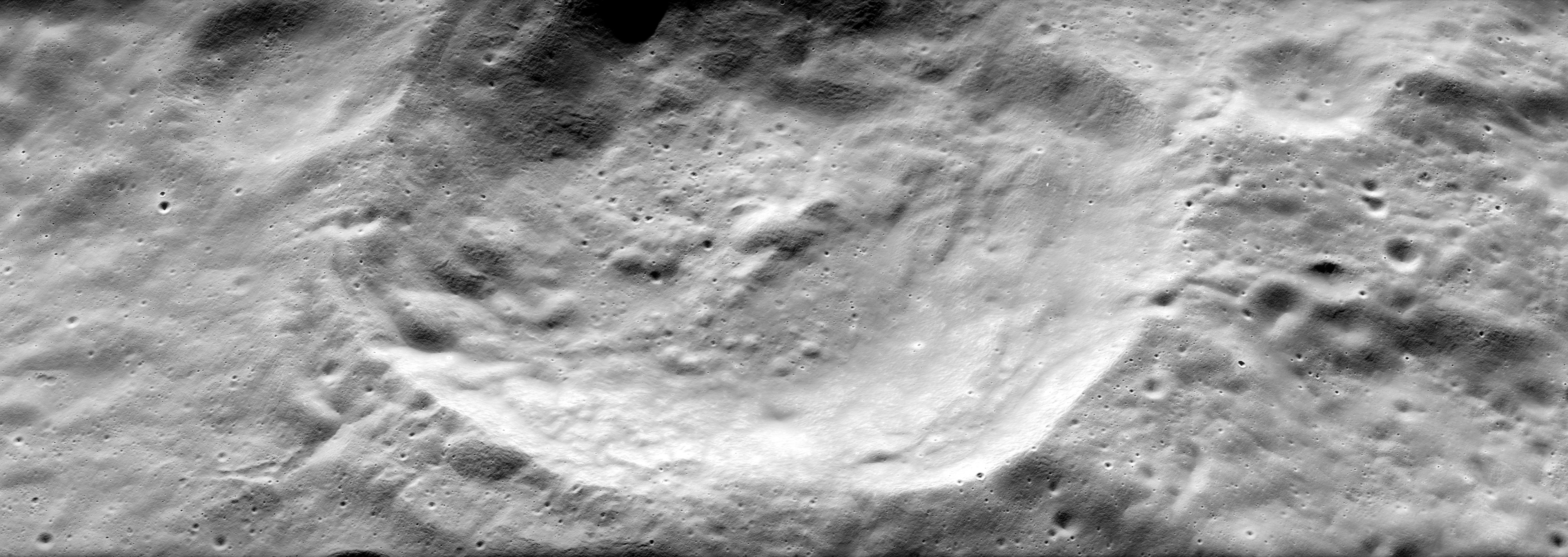
Fotografía de la misión Apolo 15

Delporte es un cráter de impacto situado en la cara oculta de la Luna. Recubre parte del borde noroeste de la enorme llanura amurallada del cráter Fermi, y el cráter Litke se sitúa muy próximo al borde suroriental.
El brocal de este cráter está erosionado sólo marginalmente, aunque no es del todo circular y el borde es algo desigual. Presenta una terraza a lo largo de la pared interior norte. En el punto medio aparece una cresta central que se extiende hacia el norte.
|  |